# Мациевский, Евгений Иосифович
Евгений Иосифович Мациевский (1845—1910) — российский военачальник малороссийского (украинского) происхождения, генерал от инфантерии (1907), участник подавления Польского восстания 1863—1864 гг., походов в Среднюю Азию 1860-х годов, русско-турецкой войны 1877—1878 гг.

## Биография
В 1863 году окончил 2-й Санкт-Петербургский кадетский корпус; с 12 июня 1863 года — подпоручик 14-го пехотного Олонецкого полка; 29 августа 1867 года произведён в поручики.
В 1870 году окончил Николаевскую академию Генерального штаба по 2-му разряду. Со 2 января 1871 года — помощник старшего адъютанта штаба Финляндского военного округа. С 3 апреля 1873 — штабс-капитан. С 6 по 12 декабря 1874 года — репетитор 2-го военного Константиновского училища, с 30 августа 1876 года — подполковник, прикомандирован к ГУВУЗ. С 4 ноября 1876 года — состоял для особых поручений при штабе 11-й, а с 23 марта 1877 года — при штабе 9-й армии.
С 13 ноября 1877 года — заведующий передвижением войск по Курско-Харьково-Азовской, Харьково-Николаевской, Константиновской и Лозово-Севастопольской железным дорогам. С 30 августа 1877 года — полковник, с 1 июня 1877 — начальник Чугуевского пехотного юнкерского училища, с 8 февраля 1879 года — командир 78-го резервного пехотного (кадрового) батальона.
С 1882 года — и.д. начальника 15-й местной бригады, с 4 февраля 1888 года — командир 7-го гренадерского Самогитского полка (Москва), с 16 марта 1893 года — генерал-майор, командир 2-й бригады 17-й пехотной дивизии (Замостье).
С 27 мая 1893 года — военный губернатор Забайкальской области, командующий войсками и наказной атаман Забайкальского казачьего войска, с 30 сентября 1900 года — генерал-лейтенант.Почётный гражданин города Читы. При нём в Чите создано отделение Приамурского отделения Императорского Русского Географического общества. В 1901 году закончилось строительство Маньчжурской железнодорожной ветки. Завершено реформирование войска, в частности создание знаменитых  забайкальских казачьих полков: Читинского, Верхнеудинского, Нерчинского и Аргунского. Было открыто множество образовательных учреждений, начиная от приходских школ и заканчивая областным музеем, в том числе ремесленное училище имени Николая Второго, который ещё будучи цесаревичем поддержал идею его строительства, поэтому училище назвали его именем.
С 19 апреля 1901 по 14 ноября 1904 и с 31 августа 1906 по 1907 — помощник Туркестанского генерал-губернатора и командующего войсками Туркестанского военного округа, с 14 ноября 1904 по 1906 — командир 1-го Туркестанского армейского корпуса. В 1907 г. — уволен в отставку с производством в генералы от инфантерии.

## Награды
- Орден Святого Станислава с мечами и бантом 3-й степени (1867)
- Орден Святого Владимира 4-й степени(1867)
- Орден Святого Станислава 2-й степени (1872)
- Золотая сабля «За храбрость» (1877)
- Орден Святой Анны 2 степени (1882)
- Орден Святого Владимира 3-й степени (1883)
- орден Святого Станислава 1-й степени (1895)
- орден Святой Анны 1-й степени (1899)

Иностранные награды
- командирский крест 2-го класса ордена Меча (1878).

## Семья
Имел 7 детей, один из сыновей — генерал Георгий Евгеньевич Мациевский.